# Louis-Jacques Chapt de Rastignac
Louis-Jacques Chapt de Rastignac (Corgnac, 1684 – Véret, 3 agosto 1750) è stato un arcivescovo cattolico francese.

## Biografia
Nacque a Corgnac nel 1684 da François Chapt, marchese di Rastignac, e da Jeanne Gabrielle de Clermont Vertillac. Studiò nel seminario di Saint-Sulpice e alla Sorbona.
Nel 1720 fu nominato vescovo di Tulle, ricevendo la consacrazione episcopale nel 1722 da Jean-François Salgues de Valderies de Lescure, vescovo di Luçon, co-consacranti i vescovi Jean-Claude de La Poype de Vertrieu, vescovo di Poitiers, e Étienne de Champflour, vescovo di La Rochelle.
Nel 1723 fu nominato arcivescovo metropolita di Tours, mentre l'anno successivo divenne abate di Notre-Dame de La Couronne. Nel 1727 fu nominato abate della Trinità di Vendôme, e nel 1737 ottenne l'unione dell'abbazia di Marmoutier al suo vescovato.
Nel 1746 fu nominato commendatore dell'Ordine dello Spirito Santo e nel 1748 ottenne l'abbazia di Vauluisant.
Morì nel 1750 nel castello di Véret.

## Genealogia episcopale e successione apostolica
La genealogia episcopale è:
- Cardinale Guillaume d'Estouteville, O.S.B.Clun.
- Papa Sisto IV
- Papa Giulio II
- Cardinale Raffaele Sansone Riario
- Papa Leone X
- Papa Paolo III
- Cardinale Francesco Pisani
- Cardinale Alfonso Gesualdo di Conza
- Papa Clemente VIII
- Cardinale Pietro Aldobrandini
- Cardinale Laudivio Zacchia
- Cardinale Antonio Barberini, O.F.M.Cap.
- Cardinale Nicolò Guidi di Bagno
- Arcivescovo François de Harlay de Champvallon
- Cardinale Louis-Antoine de Noailles
- Vescovo Jean-François Salgues de Valderies de Lescure
- Arcivescovo Louis-Jacques Chapt de Rastignac

La successione apostolica è:
- Vescovo Louis-François-Renaud de Villeneuve (1724)
- Vescovo Charles-Louis-Auguste Le Tonnelier de Breteuil (1725)
- Vescovo François de Beaumont d'Autichamp (1741)
- Arcivescovo Christophe de Beaumont du Repaire (1741)